# Руга
Руга (от греч. ῥόγα, «жалование» в свою очередь от лат. rogāre) — выплаты духовенству, «ружникам» в Русском государстве и Российской империи, выдаваемые обычно из государственной казны или из собственных средств крупного землевладельца. Руга первоначально означала отсыпной хлеб, выдававшийся духовенству вместо жалованья. В отличие от десятины, размер руги назначался совершенно произвольно.

## На Стоглавом соборе
Русские князья часто посылали «милостыню» хлебом, солью, деньгами, воском и проч. из своей казны в монастыри, а последние, испросив грамоту великокняжескую, обращали эту милостыню в постоянную ругу. Ко времени Стоглавого собора ругой пользовались очень многие монастыри, ввиду чего был возбужден собором вопрос об отнятии руги от некоторых более богатых обителей. Иван Грозный сказал, что отец его (Василий III), путешествуя для богомолья, давал монастырям, как богатым и так и бедным, милостыню «в приказ» (то есть единовременно) — хлеб, соль, деньги, воск на свечи, мед на кутью, пшеницу на просфоры; так же поступала потом и мать его Елена, но с тех пор, за время малолетства царя, многие монастыри обрели грамоты на получение этой милостыни «впрок» (то есть постоянно), а некоторые монастыри и приходские церкви стали получать ругу из казны, хотя у них есть сёла и другие доходы (Стоглавый собор, глава 5, вопрос 31). Собор решил, чтобы после тщательного расследования монастырям, большим и малым, которым Василий Иванович давал милостыню впрок, давать ту же милостыню впрок, «в ругу», а если монастыри получали милостыню только единовременно и могут прожить без руги, то царь может решить, давать ли им впредь ругу; однако, если монастыри и церкви, доставшие себе грамоты на получение казенной руги, бедны и прожить без неё не могут, то царю было бы «достойно и праведно» жаловать их ругой, как и прочие убогие монастыри и церкви, не имеющие ниоткуда помощи (глава 97).
Тем не менее, к концу XVI века в одном только Новгороде и его пятинах насчитывалось более 30 монастырей, пользовавшихся ружными деньгами. Денежная руга была незначительна: во многие монастыри северо-восточной Руси отпускали от 1 до 4 рублей, в некоторые — от 5 до 10 рублей и только в два или три — более 10 рублей. Кроме монастырей, ругой из княжеской и государевой казны пользовались и некоторые городские церкви, в которые отпускалось или на церковный причт от 18 алтын до 13 рублей, или на церковный обиход — от 3 до 19 рублей.

## Термины
Безземельная церковь, получавшая ругу, называлась ружной, «на руге».
Ругой также называлась земля, особо выделенная на содержание всего причта.
Словарь Даля также приводит другое значение слова: «холщовая, вообще бедная одежонка»; этимология этого значения, по Фасмеру, совершенно другая: от слова ст.‑слав. рѩгнѫти, «зиять».

## Самообложение
Казённая руга большей частью шла городским церквям. Были приходы, как сельские, так и городские, в которых сами прихожане назначали церковным причтам ежегодную ругу, хлебом или деньгами, о чём и заключали с причтами «порядные записи» или «ружные приговоры».